# ديفيد ثيو غولدبرغ
ديفيد ثيو غولدبرغ (بالإنجليزية: David Theo Goldberg)‏ هو عالم جريمة جنوب أفريقي، ولد في 8 يناير 1952 في جنوب أفريقيا.